# Frankenstein créa la femme
Série
L'Empreinte de Frankenstein
(1964) Le Retour de Frankenstein
(1969)
Pour plus de détails, voir Fiche technique et Distribution.
Frankenstein créa la femme (Frankenstein Created Woman) est un film britannique réalisé par Terence Fisher, sorti en 1967.

## Synopsis
Le docteur Frankenstein vient de réussir à "battre la mort". Il s'est conservé lui-même pendant une heure en état de mort cardiaque. Il prouve ainsi qu'à la mort, l'esprit ne quitte pas le corps, au moins pas avant une heure. Il est assisté dans ses recherches par Hans, un jeune homme du village dont le père vu guillotiné pour meurtre, et le docteur Hertz, médecin du village dont il occupe le logis et les fonds financiers. Christina est la fille du patron du restaurant, très belle mais brûlée au visage, et souffrant d'un corps déformé qui l'empêche de marcher, Hans en est amoureux. Un soir, trois jeunes riches "gentlemen" se croyant tout permis font irruption dans le restaurant. 

## Fiche technique
- Titre français : Frankenstein créa la femme
- Titre original : Frankenstein Created Woman
- Réalisation : Terence Fisher
- Scénario : Anthony Hinds
- Date de sortie:  États-Unis 15 mars 1967
- Musique : James Bernard
- Photographie : Arthur Grant
- Montage : Spencer Reeve
- Production : Anthony Nelson Keys
- Sociétés de production : Hammer Films & Seven Arts Productions
- Société de distribution : 20th Century Fox
- Pays :  Royaume-Uni
- Langue : Anglais
- Format : Couleur - Mono - 35 mm - 1.66:1
- Genre : Horreur, Science-fiction
- Durée : 88 min
- Dates de sortie : 
  - États-Unis : 15 mars 1967
  - Royaume-Uni : 18 juin 1967

## Distribution
- Peter Cushing (VF : Gabriel Cattand) : Baron Frankenstein
- Susan Denberg (VF : Arlette Thomas) : Christina Kleve
- Thorley Walters (VF : Philippe Dumat) : Dr Hertz
- Robert Morris (VF : Marc de Georgi) : Hans Berner
- Peter Blythe (VF : Georges Poujouly) : Anton
- Barry Warren (VF : Jean-Louis Jemma) : Karl
- Derek Fowlds : Johann
- Alan MacNaughtan (VF : René Bériard) : Kleve
- Peter Madden (VF : Guy Piérauld) : Le chef de police
- Duncan Lamont (VF : Jean Clarieux) : Berner
- Kevin Flood (VF : Georges Aminel) : Le chef geôlier
- Colin Jeavons (VF : Gérard Férat) : Le prêtre
- Alec Mango : Le porte-parole

## Autour du film
- Le tournage a débuté le 4 novembre 1966 dans les studios Bray.
- Dans la version originale, l'actrice polonaise Susan Denberg fut doublée.
- Frankenstein créa la femme marque le retour de Terence Fisher derrière la caméra pour mettre en scène les aventures du baron Frankenstein. Ainsi le film revient-il vers le sens artistique et diégétique que le metteur en scène avait déjà donné aux deux premiers films : Frankenstein s'est échappé et La Revanche de Frankenstein. Il s'agit donc véritablement du troisième opus[1]. La parenthèse incarnée par le film de Freddie Francis (L'Empreinte de Frankenstein) est désormais oubliée, et le personnage reprend sa route première, avec l'évolution logique (et néanmoins originale) que Fisher désire lui donner.
- Le film accusera à nouveau une perte d'entrées en France, avec un total de 457 019 spectateurs, score très honorable pour un film d'horreur, mais tout de même un peu décevant.
- Les admirateurs de la Hammer se félicitent du retour de Fisher à la mise en scène de la saga. Un quatrième épisode sera rapidement mis en route.

## Cycle Frankenstein de la Hammer
1. 1957 : Frankenstein s'est échappé (The Curse of Frankenstein), de Terence Fisher
2. 1958 : La Revanche de Frankenstein (The Revenge of Frankenstein), de Terence Fisher
3. 1964 : L'Empreinte de Frankenstein (The Evil of Frankenstein), de Freddie Francis
4. 1967 : Frankenstein créa la femme (Frankenstein Created Woman), de Terence Fisher
5. 1969 : Le Retour de Frankenstein (Frankenstein Must Be Destroyed), de Terence Fisher
6. 1970 : Les Horreurs de Frankenstein (The Horror of Frankenstein), de Jimmy Sangster
7. 1974 : Frankenstein et le monstre de l'enfer (Frankenstein and the Monster from Hell), de Terence Fisher